# 周哲大童子
周哲大童子（しゅうてつだいどうじ、天正9年（1581年） - 天正11年3月7日（1583年4月28日））は、戦国大名武田勝頼の息子。武田信勝の弟にあたる。本名は不明。

## 略歴
天正10年（1582年）2月から織田信長による武田征伐が始まり、父の勝頼が敗れて3月9日、武田勝頼が新府城を焼き、石和の宿まで落ちた際、渡邊加兵衛久郡に命じて当時2歳になる男子を鎮目村に保護させた。男子は翌天正11年（1583年）3月7日に病死し、加兵衛は一町田に葬り、芍薬を植えて弔った。
後に加兵衛の孫・太郎兵衛が自宅に石碑を建て、現在も残る。法名武性院殿斉理周哲大童子。